# Roy Henkel
Reinhold „Roy” Henkel (lub Hinkel) (ur. 22 sierpnia 1905 w Wąbrzeźnie, zm. 6 października 1981 w Vancouver) – kanadyjski hokeista, złoty medalista olimpijski z 1932 roku w Lake Placid.
Urodził się w Cesarstwie Niemieckim, na terenie zaboru pruskiego. Wyemigrował do Kanady. Był członkiem Winnipeg Hockey Club. Jako członek narodowej reprezentacji Kanady uczestniczył w Zimowych Igrzyskach Olimpijskich w Lake Placid w 1932 roku, gdzie Kanadyjczycy wywalczyli złoty medal.